# David Zibung
David Zibung (* 10. Januar 1984 in Hergiswil NW) ist ein ehemaliger Schweizer Fussball-Torhüter, der von 2003 bis 2021 als Profifussballer beim FC Luzern unter Vertrag stand. 2021 beendete er seine Karriere und übernahm neue Aufgaben, darunter als Torhütertrainer, beim FC Luzern. Seit Juli 2024 ist er Sportkoordinator Lizenz bei Borussia Mönchengladbach.

## Spielerkarriere

### FC Luzern
Zibung galt im Schweizer Fussball lange als vielversprechendes Talent auf der Position des Torhüters. Seine starken Leistungen in der Aufstiegssaison des FC Luzern (2005/06) trugen ihm drei Länderspiele für die U21-Nationalmannschaft ein. Ab der Rückrunde der Saison 2006/07 wurde er neuer Captain des FC Luzern.
2007 nahm er bereits zum zweiten Mal nach 2005 (1:3-Niederlage gegen den FC Zürich) mit dem FC Luzern am Finalspiel des Schweizer Cups teil, sah jedoch in der Nachspielzeit wegen eines Fouls die rote Karte. Daniel Majstorović verwandelte den Elfmeter danach gegen den eingewechselten Ersatz-Torhüter Besnik Zukaj zum 1:0-Endstand für den FC Basel.
2008 galt Zibung nach starken Leistungen in der Super League als ein Kandidat für die Torhüterposition bei Borussia Dortmund, da Roman Weidenfeller in der Saison zuvor eine Schwächephase erlebt hatte. Zibung verblieb aber beim FC Luzern und schaffte in der Barrage gegen den FC Lugano mit einem 5:1-Gesamtscore den Klassenerhalt, wobei er in der 85. Minute des Rückspiels einen Elfmeter parieren konnte. Im darauffolgenden Jahr trug Zibung durch starke Leistungen zum 4. Platz des FC Luzern und somit zum Einzug in den Europacup bei. In der Saison 2010/11 überzeugte Zibung mit starken Leistungen und errang mit dem FC Luzern die Wintermeisterschaft.
Am 29. November 2015 bestritt Zibung als Captain sein 400. Meisterschaftsspiel für den FC Luzern, nachdem er zwischenzeitlich durch den Trainer Carlos Bernegger zum Ersatzkeeper degradiert worden war.
Im Frühling 2016 wurde sein bis Ende Juni 2016 laufender Vertrag um ein Jahr verlängert. Ende Saison 2015/16 erreichte Zibung zum 4. Mal innerhalb von sechs Jahren mit dem FC Luzern die Europa-League-Qualifikation. Seit Beginn der Rückrunde der Saison 2016/17 war er nur noch Ersatztorhüter, nachdem er zuvor der mit Abstand dienstälteste Stammtorhüter in der Schweizer Super League gewesen war.
Ende August 2016 verlängerte Zibung seinen Vertrag vorzeitig bis Ende Juni 2019. Anfang Oktober 2018 wurde er nochmals die Nummer 1 beim FC Luzern und absolvierte 26 Meisterschaftspartien bis Ende Saison 2019. Ende Januar 2019 verlängerte der FC Luzern den Vertrag mit Zibung bis Ende Juni 2020 und am 9. Juni 2020 um ein weiteres Jahr bis Ende Juni 2021. Zum Ende der Saison 2020/21 beendete er seine Karriere. Er wurde zur Hälfte Goalietrainer im Nachwuchsbereich und übernahm zur Hälfte Teilaufgaben im Scouting und die Betreuung der Leihspieler beim FC Luzern.

### Nationalmannschaft
Zibung absolvierte insgesamt 3 Juniorenländerspiele für die U-21 der Schweiz.

## Managerkarriere
Im Juli 2024 wurde er vom deutschen Bundesligisten Borussia Mönchengladbach als Sportkoordinator Lizenz verpflichtet.

## Erfolge
- Aufstieg in die Super League 2005/06 mit dem FC Luzern
- 2. Platz mit dem FC Luzern 2011/12
- 3. Platz mit dem FC Luzern 2015/16
- 4. Platz mit dem FC Luzern 2009/10, 2013/14
- Cupfinalteilnahmen 2005, 2007, 2012 mit dem FC Luzern
- Europacupteilnahmen mit dem FC Luzern 2010, 2012, 2014, 2016
- Schweizer Cupsieger 2020/21

## Sonstiges
Zibung wohnt seit 2012 in der Gemeinde Schenkon.